# Talal Al Awamleh
Talal Al-Awamleh (em árabe: طلال العوامله , nascido em 9 de setembro de 1974) é um produtor de televisão jordano. Ele é o atual presidente e CEO do Grupo Arab Telemedia, que foi fundado por seu pai Adnan Al-Awamleh em 1983.

## Biografia
Al-Awamleh nasceu em Amã, na Jordânia, em 9 de setembro de 1974. Ele é filho do produtor jordano Adnan Al-Awamleh e da apresentadora de televisão Suha Toqan. Al-Awamleh foi educado na escola Al Raed Al Arabi, e frequentou a Universidade da Jordânia.
Al-Awamleh assumiu o comando do grupo árabe Telemedia em 2002. Sob o seu comando, a Telemedia  produziu mais de 5 000 horas de conteúdo para a televisão árabe, incluindo The Sons of Al-Rashid, Abu Ja'far Al-mansour, Al-Hajjaj, Malik Bin Al-Rayeb e Shahrazad. 
Em 2008, ele recebeu o primeiro Prêmio Emmy de Melhor Telenovela para a série dramática The Invasion Igtiyah, que o tornou o primeiro produtor árabe a ganhar um Emmy Award.